# Crossidium davidai
Crossidium davidai är en bladmossart som beskrevs av Catcheside 1980. Crossidium davidai ingår i släktet Crossidium och familjen Pottiaceae. Inga underarter finns listade i Catalogue of Life.